# John Arnold (Bischof)

Wappen von John Stanley Kenneth Arnold

John Stanley Kenneth Arnold (* 12. Juni 1953 in Sheffield, Vereinigtes Königreich) ist Bischof von Salford.

## Leben
John Arnold empfing am 16. Juli 1983 durch den Erzbischof von Westminster, Basil Kardinal Hume OSB, das Sakrament der Priesterweihe.
Am 6. Dezember 2005 ernannte ihn Papst Benedikt XVI. zum Titularbischof von Lindisfarna und zum Weihbischof in Westminster. Der Erzbischof von Westminster, Cormac Kardinal Murphy-O’Connor, spendete ihm am 2. Februar 2006 die Bischofsweihe; Mitkonsekratoren waren der Erzbischof von Birmingham, Vincent Nichols, und der emeritierte Weihbischof in Westminster, James Joseph O’Brien.
Papst Franziskus ernannte ihn am 30. September 2014 zum Bischof von Salford. Die Amtseinführung fand am 8. Dezember desselben Jahres statt.